# Stiftelsen Konstnärshem

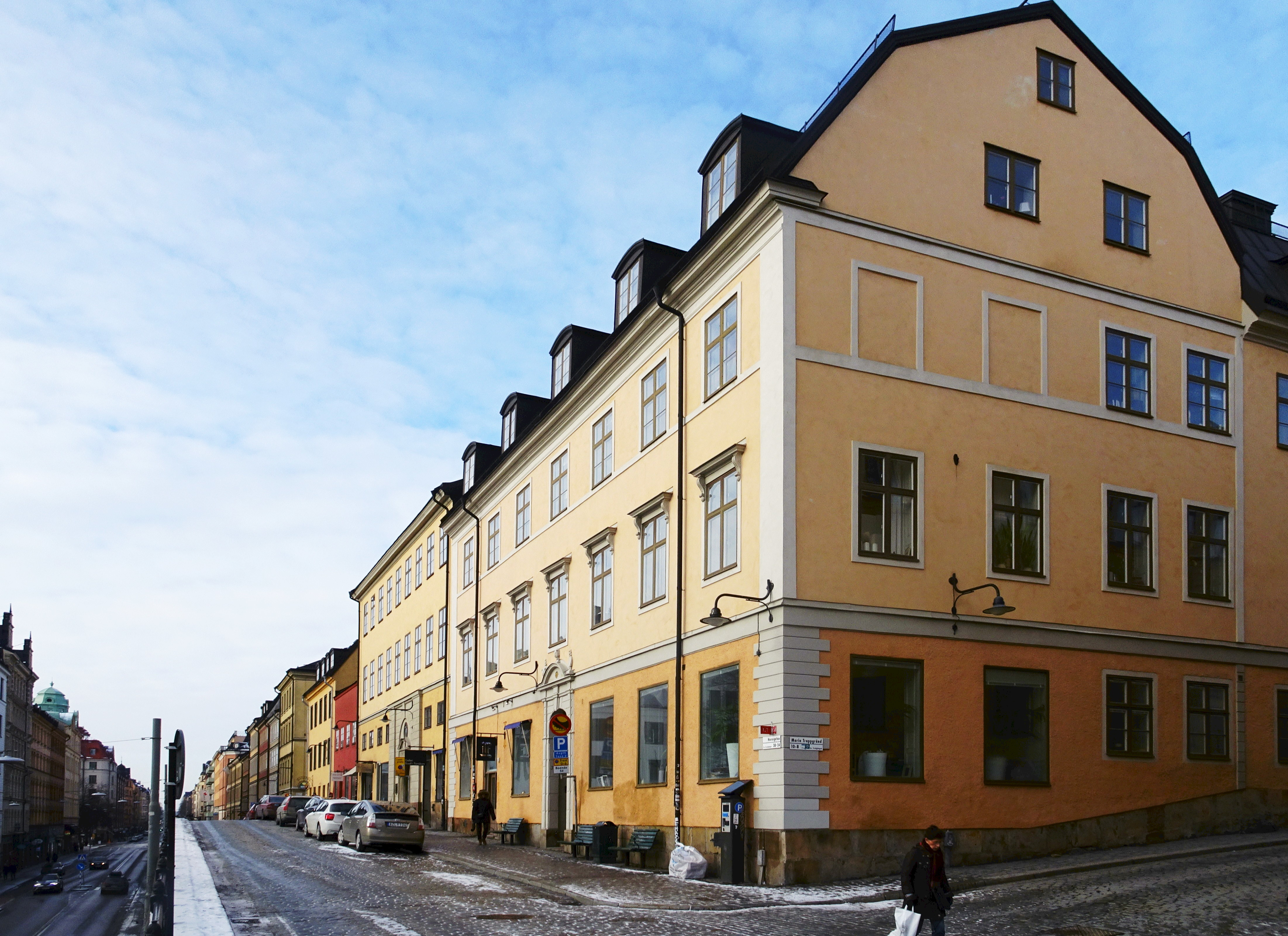
Kvarteret Svalgången 2018.

Stiftelsen och Föreningen Konstnärshem är en ideell stiftelse som har till uppgift att bland annat upplåta bostad och därigenom främja vård av behövande ålderstigna, sjuka eller handikappade svenska konstnärer. Stiftelsen har sin verksamhet i kvarteret Svalgången på Södermalm i Stockholm.

## Historik
Stiftelsen Konstnärshem inregistrerades 1961. Initiativtagaren var skulptören Ebba Hedqvist. Året därpå bildades, som en stödorganisation för stiftelsen, Föreningen Konstnärshem på initiativ av författaren Jan Gehlin. I dag har Föreningen Konstnärshem omkring 950 medlemmar, de flesta står i kö för en av de 55 lägenheterna i kvarteret Svalgången. Kvarteret, med sin bebyggelse från 1700-talets andra hälft, upprustades varsamt i början av 1970-talet och ligger på Hornsgatspuckeln mellan Hornsgatan och Brännkyrkagatan. 
I kvarteret finns även ateljéer som hyrs ut till de boende, dessutom har Konstnärshem anvisningsrätt till den stora ateljévåningen på Södermalmstorg 4 (Johan Skyttes hus) som tidigare nyttjades av bland andra Anders Zorn och senare av Evert Taube. Konstnärerna bebor sina lägenheter med hyresrätt och har lämnat sina tidigare bostäder i utbyte till bostadsförmedlingen. Fastigheterna ägs av Stockholms stad och förvaltas av AB Stadsholmen.